# Трещевка (Воронежская область)
Трещевка — село в Рамонском районе Воронежской области.
Входит в состав Чистополянского сельского поселения.

## История
Возникло в 1671 году. В архивных документах отмечается, что в верховьях речки Трещевки (или Дрищёвки) дана была свободная земля 30-ти воронежским солдатам, «Неустрою Павлову со товарищи». 

## География
Расположено при «ручье Шум».

### Улицы
- Заречная улица
- Зелёная улица
- Урожайная улица

## Население
| 2010 |
| ---- |
| 77   |

В 1859г . в селе в 16 дворах проживало 128 человек.  В 1900 г. население составляло 1189 жителя. Было 183 двора, общественное здание, школа грамоты, мелочная и винная лавки. В 2007 г. население составляло 102 человека.